# Cani (futbolista)
Rubén Gracia Calmache (Zaragoza, España, 3 de agosto de 1981), más conocido como Cani, es un exfutbolista español. Jugaba de centrocampista y fue jugador de Villarreal CF, Atlético de Madrid, Deportivo de La Coruña y Real Zaragoza, equipo en el que fue formado y en el cual se retiró en verano de 2017.
En su palmarés destacan los títulos conseguidos como jugador del Real Zaragoza, con el que conquistó una Copa del Rey y una Supercopa de España en 2004.

## Trayectoria

### Inicios
Hijo y nieto de futbolistas, su padre Jesús Gracia Romero fue un histórico del Endesa Andorra, siendo el jugador que más veces vistió la elástica minera. De su abuelo, y por herencia a padre y nieto, Rubén Gracia Calmache adoptó el apodo de Cani, como coloquialmente se les conocían también a cada uno de ellos. Comenzó a jugar al fútbol a los seis años en el Stadium Venecia, un club deportivo de su barrio, y allí estuvo hasta su primer año de categoría infantil. A continuación, en segundo año de infantil, pasó al Real Zaragoza, donde jugó hasta la categoría juvenil de último año. Posteriormente, con 19 años, se marchó cedido al Utebo FC durante la temporada 2000-01, jugando en Tercera División.

### Real Zaragoza
La temporada 2001-02 fue repescado por el Real Zaragoza para jugar en el equipo filial, en Segunda División B. Él ya había pensado en dejar de dedicarse a la práctica del fútbol de manera profesional, incluso había escrito una solicitud de trabajo para ser chico de reparto de un conocido supermercado. Esa misma campaña debutó con el primer equipo en Primera División, el 11 de mayo de 2002, en la jornada 38 de Liga, contra el FC Barcelona en La Romareda. El equipo aragonés ya había consumado su descenso a Segunda División y salió en el minuto 60 en sustitución de Galletti.
En la campaña 2002-03 comenzó ya en el primer equipo jugando en Segunda División, con Paco Flores como entrenador. Jugó hasta diciembre con ficha del equipo filial, por lo que lució el dorsal '29', pero en esas fechas firmó su primer contrato profesional y pasó a llevar el '17'. Su primer gol en Liga lo hizo ante el Oviedo, en el Nuevo Carlos Tartiere. Desde ese momento se hizo titular en la mediapunta y llevó al equipo al ascenso a Primera División. Acabó jugando un total de 24 partidos, en los que convirtió 5 tantos.
En el retorno a la máxima categoría del fútbol español, la 2003-04, lució el dorsal número '8', que hasta entonces había sido portado por Santiago Aragón, toda una institución en el Real Zaragoza. Disputó 32 partidos, 23 de ellos como titular, y marcó 4 goles. Fue muy utilizado por las dos bandas en el centro del campo, sobre todo a raíz de la llegada de Víctor Muñoz como entrenador blanquillo. El equipo acabó en mitad de tabla y ganando la Copa del Rey en el estadio de Montjuïc (Barcelona) ante el Real Madrid por 3-2. Sin embargo, Cani fue expulsado durante el partido.
En la temporada 2005-06 Cani fue uno de los máximos asistentes de la Liga.

### Villarreal C.F.
Al finalizar esa misma temporada, y debido a malentendidos con Alfonso Soláns Soláns, expresidente del Real Zaragoza, a su mala relación con el público de La Romareda y a sus deseos de cambiar de club, Cani se marchó del equipo de su tierra y fichó por el Villarreal Club de Fútbol, en un traspaso valorado en 8,4 millones de euros. Cani empezó siendo uno de los hombres fijos para el entrenador del Villareal, Manuel Pellegrini. Su comienzo irregular hizo que finalmente comenzara los partidos desde el banquillo, aunque su recuperación en el juego hizo que recobrara la titularidad durante la temporada. 
En el Villarreal jugó la mayoría de partidos en la banda derecha pero con bastante libertad de movimientos y con tendencia a desplazarse al centro del campo. Con el Submarino vivió grandes experiencias como jugar la UEFA Champions League, las semifinales de la UEFA Europa League o el ascenso a Primera División, y también alguna mala como el descenso a Segunda División. En las nueve temporadas en las que formó parte del club disputó 322, partidos, marcó 30 goles (entrando así en el top 10 histórico del Villarreal) y se coronó como máximo asistente histórico del club con 39 pases de gol, cuatro más que el segundo máximo asistente, Santi Cazorla.

### Atlético de Madrid
El 7 de enero de 2015 Atlético de Madrid y Villarreal CF anunciaron la cesión de Cani al club rojiblanco hasta el final de la temporada 2014-15. Debutó con el club rojiblanco en el partido de vuelta de la Copa del Rey frente al Fútbol Club Barcelona. Saltó al campo en el minuto 63 sustituyendo a Arda Turan cuando su equipo perdía por dos a tres. Finalmente Cani tan solo disputó seis partidos con el Atlético de Madrid siendo titular en uno.

### Deportivo de La Coruña
El 23 de julio de 2015 Cani fichó por el Deportivo de La Coruña. Debutó con el club gallego en la primera jornada de Liga en el empate a cero ante la Real Sociedad.

### Real Zaragoza
El 6 de julio de 2016 se oficializó su regreso al Real Zaragoza firmando por dos temporadas. Sin embargo, al final de la primera de ellas anunció su retirada del fútbol en activo.

## Estadísticas

### Clubes
| Club | Div           | Temporada     | Liga  | Liga  | Copas nacionales(1) | Copas nacionales(1) | Torneos internacionales(2) | Torneos internacionales(2) | Total | Total | Media goleadora |
| Club | Div           | Temporada     | Part. | Goles | Part.               | Goles               | Part.                      | Goles                      | Part. | Goles | Media goleadora |
| --- | ------------- | ------------- | ----- | ----- | ------------------- | ------------------- | -------------------------- | -------------------------- | ----- | ----- | --------------- |
| Utebo F. C. · España |               |               |       |       |                     |                     |                            |                            |       |       |                 |
| 3.ª | 2000-01       | 15            | 1     | -     | -                   | -                   | -                          | 15                         | 1     | 0,07  |                 |
| Total club | Total club    | 15            | 1     | -     | -                   | -                   | -                          | 15                         | 1     | 0,07  |                 |
| Real Zaragoza "B" · España |               |               |       |       |                     |                     |                            |                            |       |       |                 |
| 2ªB | 2001-02       | 31            | 6     | -     | -                   | -                   | -                          | 31                         | 6     | 0,19  |                 |
| Total club | Total club    | 31            | 6     | 0     | 0                   | 0                   | 0                          | 31                         | 6     | 0,19  |                 |
| Real Zaragoza · España |               |               |       |       |                     |                     |                            |                            |       |       |                 |
| 1.ª | 2001-02       | 1             | 0     | -     | -                   | -                   | -                          | 1                          | 0     | 0     |                 |
| 2.ª | 2002-03       | 24            | 5     | 1     | 1                   | -                   | -                          | 25                         | 6     | 0,24  |                 |
| 1.ª | 2003-04       | 32            | 4     | 6     | 0                   | -                   | -                          | 38                         | 4     | 0,11  |                 |
| 1.ª | 2004-05       | 35            | 2     | 2     | 0                   | 9                   | 0                          | 46                         | 2     | 0,04  |                 |
| 1.ª | 2005-06       | 30            | 2     | 8     | 1                   | -                   | -                          | 38                         | 3     | 0,08  |                 |
| 2.ª | 2016-17       | 32            | 1     | 0     | 0                   | -                   | -                          | 32                         | 1     | 0,03  |                 |
| Total club | Total club    | 154           | 14    | 17    | 2                   | 9                   | 0                          | 180                        | 16    | 0,10  |                 |
| Villarreal C. F. · España |               |               |       |       |                     |                     |                            |                            |       |       |                 |
| 1.ª | 2006-07       | 35            | 4     | 3     | 0                   | 2                   | 0                          | 40                         | 4     | 0,10  |                 |
| 1.ª | 2007-08       | 32            | 0     | 4     | 0                   | 5                   | 1                          | 41                         | 1     | 0,02  |                 |
| 1.ª | 2008-09       | 22            | 6     | 2     | 0                   | 7                   | 0                          | 31                         | 6     | 0,19  |                 |
| 1.ª | 2009-10       | 35            | 2     | 3     | 0                   | 9                   | 1                          | 47                         | 3     | 0,06  |                 |
| 1.ª | 2010-11       | 34            | 5     | 6     | 1                   | 14                  | 4                          | 54                         | 10    | 0,19  |                 |
| 1.ª | 2011-12       | 29            | 0     | 1     | 0                   | 5                   | 1                          | 35                         | 1     | 0,03  |                 |
| 2.ª | 2012-13       | 37            | 3     | 1     | 0                   | -                   | -                          | 38                         | 3     | 0,08  |                 |
| 1.ª | 2013-14       | 26            | 3     | 1     | 0                   | -                   | -                          | 27                         | 3     | 0,11  |                 |
| 1.ª | 2014-15       | 9             | 0     | 0     | 0                   | 5                   | 2                          | 14                         | 2     | 0,14  |                 |
| Total club | Total club    | 259           | 23    | 21    | 1                   | 47                  | 9                          | 327                        | 33    | 0,10  |                 |
| Atlético de Madrid · España |               |               |       |       |                     |                     |                            |                            |       |       |                 |
| 1.ª | 2014-15       | 4             | 0     | 1     | 0                   | 1                   | 0                          | 6                          | 0     | 0     |                 |
| Total club | Total club    | 4             | 0     | 1     | 0                   | 1                   | 0                          | 6                          | 0     | 0     |                 |
| Deportivo de La Coruña · España |               |               |       |       |                     |                     |                            |                            |       |       |                 |
| 1.ª | 2015-16       | 18            | 0     | 1     | 0                   | -                   | -                          | 0                          | 0     | 0     |                 |
| Total club | Total club    | 18            | 0     | 1     | 0                   | -                   | -                          | 19                         | 0     | 0     |                 |
| Real Zaragoza · España |               |               |       |       |                     |                     |                            |                            |       |       |                 |
| 2.ª | 2016-17       | 32            | 1     | 0     | 0                   | -                   | -                          | 32                         | 1     | 0,03  |                 |
| Total club | Total club    | 32            | 1     | 0     | 0                   | -                   | -                          | 19                         | 0     | 0,03  |                 |
| Total carrera | Total carrera | Total carrera | 513   | 45    | 40                  | 3                   | 57                         | 9                          | 610   | 57    | 0,09            |
| (1) Incluye datos de Copa del Rey (2002-15); Supercopa de España (2004). (2) Incluye datos de Europa League (2004-05), (2007-08), (2009-11) y (2014-15); Copa Intertoto (2006); Liga de Campeones (2008-09), (2011-12) y (2014-15). |               |               |       |       |                     |                     |                            |                            |       |       |                 |

## Palmarés

### Títulos nacionales
| Título       | Club          | País   | Año  |
| ------------ | ------------- | ------ | ---- |
| Copa del Rey | Real Zaragoza | España | 2004 |
| Supercopa    | Real Zaragoza | España | 2004 |

### Distinciones individuales
| Distinción                | Año  |
| ------------------------- | ---- |
| Mejor deportista aragonés | 2005 |